# Batalla de Trocadero

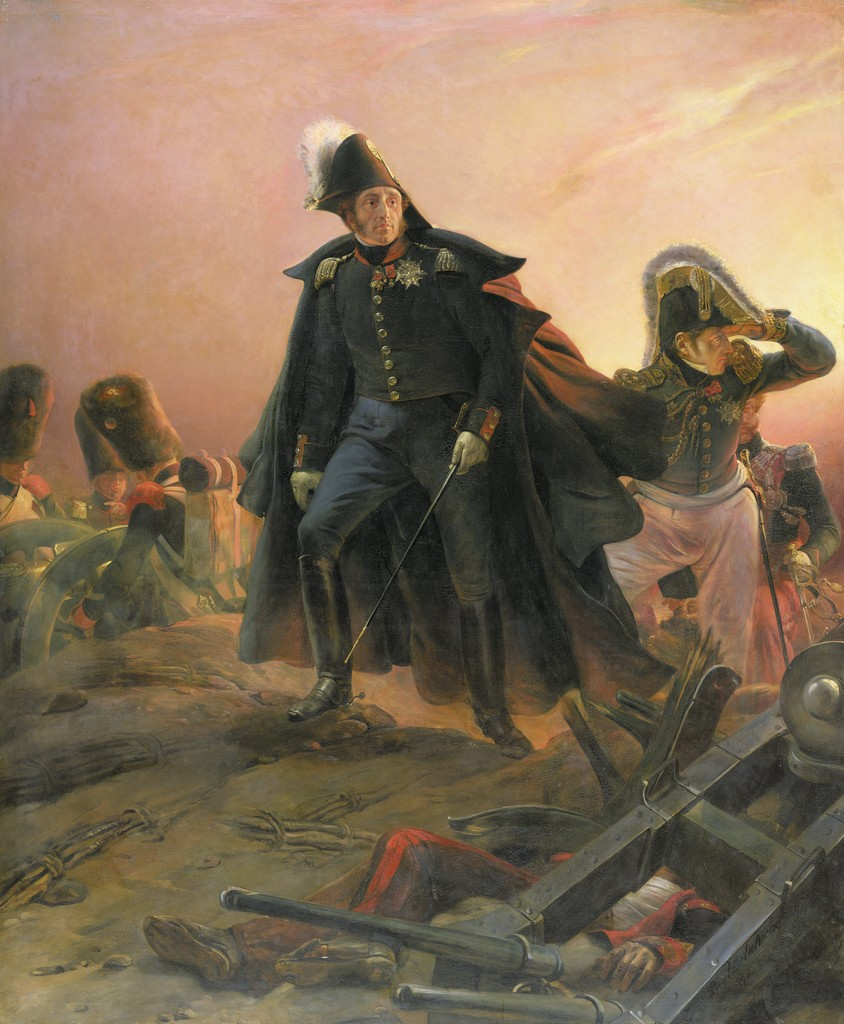
El duque de Angulema en la batalla de Trocadero, por Hippolyte Delaroche.

La batalla de Trocadero tuvo lugar el 31 de agosto de 1823. Fue un encuentro bélico que puso fin al Trienio Liberal español (1820-1823) y restauró al monarca absolutista Fernando VII, dando inicio a la «Década Ominosa» (1823-1833). La intervención de tropas francesas llamadas los Cien Mil hijos de San Luis hizo acabar el enfrentamiento a favor del bando tradicionalista que se enfrentaba a la revolución constitucional.

## Preludio
Las potencias europeas vigilaron durante tres años las luchas entre distintas facciones en España, cuando Fernando VII rechazó restaurar la Constitución liberal de 1812 y tuvo que hacer frente a la revolución acaecida en el país desde 1820 a raíz de la sublevación del constitucionalista Rafael de Riego al frente de tropas destinadas a aplacar las rebeliones hispanoamericanas. El rey tuvo que restaurar la derogada Constitución de 1812, pero hizo un llamamiento internacional al Congreso de Verona, que se encontraba reunido en el territorio de Italia controlado por Austria en octubre de 1822. Los ministros de las distintas monarquías europeas se alarmaron ante la captura de Fernando VII por los revolucionarios liberales opuestos al absolutismo y que amenazaba la estabilidad del resto de los regímenes absolutistas en Europa, coaligadas en la Santa Alianza, creada para prevenir movimientos de ese tipo.
El Congreso de Verona, con la abstención puntual del Reino Unido, autorizó a Francia a intervenir en el conflicto restaurando el trono de Fernando. El 7 de abril de 1823 Cien Mil hijos de San Luis, liderados por el duque de Angulema, hijo del futuro Carlos X de Francia, cruzaron los Pirineos, entrando en España. Fueron bien recibidos en el País Vasco, Navarra y en Cataluña, avanzando entre las aclamaciones populares. Sin embargo, el duque tuvo que asediar Pamplona y San Sebastián (que capituló el 27 de septiembre) . El 23 de mayo de 1823 el gobierno liberal se trasladó de Madrid a Sevilla, llevando consigo al rey Fernando VII en calidad de rehén. El comandante militar de Madrid capituló en secreto y huyó a Francia, y las guarniciones no pudieron liberar Madrid de los franceses, que instalaron al Duque del Infantado como regente hasta la llegada del rey Fernando.

## La batalla
Las fuerzas francesas llegarían hasta Cádiz en busca del rey y, con objeto de capturar la ciudad, asediaron la isla donde estaba el fuerte del Trocadero (Puerto Real) que controlaba el acceso a aquella. El 31 de agosto de 1823 los franceses lanzarían un ataque sorpresa con bayonetas atacando desde la costa aprovechando la marea baja y tomando el fuerte. Hubo 141 bajas francesas y entre 400 y 500 españolas, y más de 1000 prisioneros. El ataque fue tan súbito que no hubo siquiera opción de escapar.
El ejército francés tomó la fortificación construyendo nuevas baterías que apuntaban a Cádiz. La ciudad fue bombardeada durante tres semanas. El duque de Angulema tenía el control de la bahía pero la única forma de entrar en la ciudad era por el único paso terrestre que tenía, a través de San Fernando por el puente Zuazo que se encontraba fuertemente defendido. El duque se decidió a bombardear el castillo de Sancti-Petri e intentar un desembarco en la punta del Boquerón, para continuar a pie hasta Cádiz. El día 20 de septiembre se abrió fuego contra el fuerte que se rindió de inmediato, y el día 23 el chambelán de Fernando VII, el duque de Valmediana se reunió con el duque para comunicarle que el rey estaba libre y se reuniría con él donde establecieran. Fernando embarcó en una barcaza que lo llevó de Cádiz a El Puerto de Santa María donde se reunió con el duque.
La Ciudad de Cádiz se rendiría finalmente el 3 de octubre.

## Consecuencias de la batalla
Renunciando a su compromiso de amnistía con los revolucionarios, el rey ordenó represalias despiadadas mientras estuvieron las tropas francesas. En los siguientes años fueron ejecutadas 30.000 personas. El rey además abolió nuevamente la Constitución de 1812, dando paso a una década absolutista llamada década ominosa por sus opositores de entonces y la mayor parte de los historiadores.
Para conmemorar la victoria, en París se dio el nombre de la isla y del fuerte a una plaza. El duque de Angulema recibió el título de «Príncipe de Trocadero» y el escritor François-René de Chateaubriand escribió en sus memorias:

¡Por aplastar a los españoles en un paso, por tener éxito donde Bonaparte fracasó, por triunfar en la misma tierra donde los ejércitos de aquel gran hombre sufrieron la adversidad, por hacer en seis meses lo que él no pudo hacer en siete años, esto es una gran maravilla!